# Oxypages gnomica
Oxypages gnomica är en fjärilsart som beskrevs av Edward Meyrick 1885. Oxypages gnomica ingår i släktet Oxypages och familjen plattmalar. Inga underarter finns listade i Catalogue of Life.